# Уилсон, Конрад
Конрад Уилсон (англ. Conrad Wilson; 7 ноября 1932 — 17 ноября 2017) — британский музыкальный критик.
Дебютировал в журналистике сразу после окончания школы как репортёр вечерней газеты Edinburgh Dispatch. Затем, после армейской службы, проходившей в Париже, работал редактором текстов для обложек грампластинок в студии звукозаписи Philips Records, эпизодически выступал как автор песен и музыки для театра. По возвращении в Великобританию стал лондонским корреспондентом эдинбургской ежедневной газеты The Scotsman, в 1963—1991 гг. её музыкальный критик, также вёл колонку ресторанной критики. Некоторое время сотрудничал как редактор с Эдинбургским фестивалем. После 1991 года публиковался как внештатный интервьюер и обозреватель в газете The Herald (Глазго).
Автор известной серии популярных книг о классических композитора с однотипными названиями «Заметки об имяреке: 20 важнейших работ» (англ. Notes on N: 20 Crucial Works): вышли книги об Иоганне Себастьяне Бахе, Вольфганге Амадее Моцарте, Людвиге ван Бетховене, Франце Шуберте, Феликсе Мендельсоне, Иоганнесе Брамсе. Опубликовал также биографию Джакомо Пуччини (2008), авторизованную биографию крупного шотландского дирижёра Александра Гибсона (англ. Alex; 1993), книгу «Сорок лет работы» (англ. Forty Years On; 2011) — историю Пертского фестиваля искусств, старейшего культурного фестиваля Австралии. Вместе с певицей Кири Те Канава написал её автобиографию «Опера для тех, кто любит» (англ. Opera for Lovers; 1992). Посмертно отдельной брошюрой издано пространное интервью Уилсона «Жизнь с музыкой» (англ. A Life with Music; 2018).